# Yotsukaido
Yotsukaido (Japans: 街道市, Yotsukaidō-shi) is een stad in Japan. Het ligt in de prefectuur Chiba. Op 1 augustus 2006 had de stad 86.141 inwoners en een bevolkingsdichtheid van 2482,45 inw./km².  De totale oppervlakte bedraagt 34,70 km² .
De gemeente is opgericht op 1 april 1981. De stad heeft een Amerikaanse zusterstad in Livermore te Californië. 